# Frank Kelly Freas
Frank Kelly Freas   (Hornell, 27 d'agost de 1922 - Los Angeles, 2 de gener de 2005) va ser un dibuixant estatunidenc de ciència-ficció i fantasia amb una carrera de més de 50 anys de durada. Va crear il·lustracions per a múltiples publicacions com Weird Tales, Astounding i MAD. Va morir a West Hills, Califòrnia l'any 2005.

## Biografia
Nascut a Hornell, Nova York, Freas (pronunciat com congelar) era el fill de dos fotògrafs, i va ser aixecat al Canadà. [3] Va ser educat en Lafayette High School a Buffalo, on va rebre entrenament de professor d'art des de fa molt temps Elizabeth Weiffenbach. Va entrar a les forces aèries de l'exèrcit dels Estats Units en sortir de l'escola (Crystal Beach, Ontario, Canadà). Va volar com a càmera per al reconeixement al Pacífic Sud i va pintar nassos al bombarder durant la Segona Guerra Mundial. Després va treballar per Curtis-Wright per un breu període, després va anar a estudiar a l'Institut d'Art de Pittsburgh i va començar a treballar en la publicitat. Es va casar amb Pauline (Polly) Bussard el 1952; van tenir dos fills, Jacqui i Jerry. Polly va morir de càncer el gener de 1987. El 1988 es va casar (i sobreviu) Dr. Laura Brodian.

## Premis
- Premis Hugo (11)
- Premis Locus (4)
- Premi Frank R. Paul, 1977
- Premi Inkpot, 1979
- Premi Skylark, 1981
- Premi Rova, 1981
- Premi Lensman, 1982
- Premi Phoenix, 1982
- Premi Los Angeles Science Fiction Society Service, 1983
- Premi Neographics, 1985
- Premi Daedalos Life Achievement, 1987
- Premi Art Teacher Emeritus, 1988
- Premi International Fantasy Expo, 1989
- Premis Chesley (3)